# Склизков, Глеб Владимирович
Глеб Владимирович Склизков (19 июля 1932, Москва — 30 августа 2023) — учёный-физик. Доктор физико-математических наук, профессор, заведующий лабораторией взаимодействия излучений с плазмой Физического института им. П. Н. Лебедева. Лауреат премий Академии наук СССР и Польской академии наук (1981). Лауреат Ленинской премии (1963).

## Биография
В 1955 г. окончил физический факультет МГУ. В феврале 1956 г. начал работать в КБ-11 (ВНИИЭФ), в отделе Ю. А. Зысина. В 1964 г. покинул ВНИИЭФ и перешёл на работу в ФИАН.
В 1967 г. защитил кандидатскую диссертацию, а в 1972 г. — докторскую. В 1978 г. присвоено учёное звание профессора.
В дальнейшем работал в Физическом институте им. П. Н. Лебедева.
Умер 30 августа 2023 года.

## Избранные труды
- Применение лазеров для сверхскоростного исследования быстропротекающих процессов / Г. В. Склизков. — Москва, 1970. — 56 с.
- Исследование поглощения излучения Nd-лазера при нагреве тонкой мишени / Г. В. Склизков, С. И. Федотов, А. С. Шиканов. — Москва, 1972. — 20 с.
- Оптика мощных лазеров для исследований по лазерному термоядерному синтезу / Г. В. Склизков. — М. : Наука, 1985. — 169 с.
- Диагностика плотной плазмы / Н. Г. Басов, Ю. А. Захаренков, А. А. Рупасов, Г. В. Склизков. — М.: Наука, 1989. — 368 с.

## Награды и премии
- 1963 — за успешную реализацию обширной программы рентгеиоимпульсных исследований при лабораторном моделировании взрывных процессов удостоен Ленинской премии[3].
- 1981 — за работу «Разработка методов диагностики и исследование термоядерных мишеней, нагреваемых и сжимаемых лазером» удостоен премий Академии наук СССР и Польской академии наук[5].